# Uwe Kalski
Uwe Kalski (* 4. Juli 1988 in Stralsund) ist ein ehemaliger deutscher Handballspieler. Er spielte auf den Positionen Rückraum Mitte sowie Rückraum Links und Rechts.

## Karriere
Sein Vater, ehemaliger Spieler und Trainer beim HSV Grimmen `92, brachte ihn zum Handball und trainierte ihn bis zum Alter von 16 Jahren. Dann wechselte Uwe Kalski auf die CJD Christophorusschule Rostock, Eliteschule des Sports, und spielte während der B- und A-Jugend beim HC Empor Rostock. Mit der B-Jugend von Empor stand er 2005 im Finale um die Deutsche Meisterschaft. 2006 begann auch seine Karriere als Aktiver beim ostdeutschen Traditionsclub.
Die Folgen einer komplizierten Sprunggelenkfraktur, die Kalski sich im Viertelfinalspiel um die Deutsche A-Jugend Meisterschaft zuzog, führten ihn für kurze Zeit zurück zum damaligen Regionalligisten HSV Grimmen `92. Nach neun Monaten konnte er aber seine leistungssportliche Karriere beim Bad Doberaner SV fortsetzen. In den Spielzeiten 2008/2009 und 2009/2010 bewies Kalski auch Qualitäten auf der ungewohnten Position im linken Rückraum und erzielte in seiner zweiten Saison 137 Feldtore. Im Jahr 2010 wechselte Uwe Kalski von der Ost- an die Nordsee, zur HSG Varel in die 2. Handball-Bundesliga Nord. Nach nur einem Jahr verpflichtete ihn der TSV Altenholz für zwei Spielzeiten als neuen Regisseur. Wegen der Spätfolgen der Sprunggelenksfraktur musste er im Herbst 2012 seine Laufbahn vorerst beenden. Ab dem Sommer 2013 trainierte Kalski für seine Rückkehr in den Leistungssport beim VfL Bad Schwartau und wurde schließlich für die Saison 2013/14 vom VfL verpflichtet. Für die folgenden beiden Spielzeiten unterschrieb der Spielmacher beim ambitionierten Drittligisten SV Mecklenburg Schwerin einen Vertrag, da der Schweriner Traditionsverein eine Rückkehr ins deutsche Unterhaus anstrebte. In diesem Rahmen wurde ihm die Beendigung des Masterstudiums ermöglicht. Nach der Saison 2015/16 beendete Uwe Kalski bei den „Mecklenburger Stieren“ seine Karriere. Ab November 2016 half er neben dem Referendariat beim Oberligisten HSG Ostsee N/G kurzfristig aus und kam in der Saison 2016/17 unter Trainer Thomas Knorr im Bedarfsfall zum Einsatz.
Kalski ist ledig. Er absolvierte nach dem Lehramtsstudium das Referendariat in Schleswig-Holstein und arbeitete anschließend als Lehrkraft für besondere Aufgaben im Bereich Trainingswissenschaft an der Friedrich-Schiller-Universität Jena.
Kalski übernahm zur Saison 2020/21 das Traineramt von HSV Insel Usedom, das er bis Februar 2024 innehatte.